# Oxyura vantetsi
Az Oxyura vantetsi a madarak (Aves) osztályának lúdalakúak (Anseriformes) rendjébe, ezen belül a récefélék (Anatidae) családjába tartozó fosszilis faj.

## Előfordulása
Az Oxyura vantetsi Új-Zéland északi szigetén élt, a pleisztocén kortól, egészen a 16. századig, amikor is a maorik túlvadászták.

## Felfedezése, leírása és neve
E kihalt madárfaj holotípusának kövületeit, 1967-ben Új-Zéland északi szigetén, a Poukawa-tó mentén fedezték fel. Ezt a Museum of New Zealand Te Papa Tongarewa múzeumban őrzik. Az Oxyura vantetsi a tudományos faj-nevét az ausztrál ornitológusról, Gerard Frederick van Tetsról (1929–1995) kapta, aki 1983-ban, elsőként felismerte, hogy közeli rokonságban áll a szálkás récével (Oxyura australis). De mivel nem készített hivatalos leírást a felfedezéséről, ez a réceféle 2004-ig feledésbe merült. Aztán Trevor Henry Worthy, a holocénkori Poukawa-tó menti 13 000 vízimadár csont közül, kiválasztotta a 19 biztosan Oxyura vantetsihez tartozó csontot, és tisztább leírást készített a madárról. Az Oxyura vantetsi körülbelül tíz százalékkal kisebb volt, minta a ma is élő szálkás réce. Ez a 19 csont a következőket foglalja magába: bal felkarcsontok, bal felkarcsont végek, jobb felkarcsontok, valamint jobb felkarcsont végek.

### Fordítás
- Ez a szócikk részben vagy egészben  a   New Zealand Stiff-tailed Duck című angol Wikipédia-szócikk ezen változatának fordításán alapul.  Az eredeti cikk szerkesztőit annak laptörténete sorolja fel. Ez a jelzés csupán a megfogalmazás eredetét és a szerzői jogokat jelzi, nem szolgál a cikkben szereplő információk forrásmegjelöléseként.